# Pissila
Pissila è un dipartimento del Burkina Faso classificato come comune, situato nella Provincia  di Sanmatenga, facente parte della Regione del Centro-Nord.
Il dipartimento si compone del capoluogo e di altri 54 villaggi: Banguissom, Dawaka, Diassa, Dibilou, Douaga, Doundougou, Doungou-Nabitenga, Firka, Goèma, Gomnaoré, Guibga, Goéya, Issaogo, Kamsé, Karka, Kenega, Kiemna-Yarcé, Koalma, Kodogo, Komsilga, Kossoghin, Lebda, Lilbouré, Niandin, Nionko, Noaka, Nongtenga, Ouanobian, Ouidlao, Ouintokoulga, Palsegué, Poulallé, Rimkilga, Roffenega, Roumba-Mossi, Roumba-Yarcé, Sanbin-Nabitenga, Solomnoré, Souli-Peulh, Tallé-Mossi, Tallé-Peulh, Talwéoghin, Tambdogo, Tébéré, Terin-Mossi, Terin-Peulh, Tibi-Yarcé, Tibtenga, Tikato, Tiou-Poécé, Toeghin, Touroum, Zarin-Mossi e Zarin-Peulh.